# Détournements de Dawson's Field
Les détournements de Dawson's Field, aussi connue sous l’appellation en anglais Dawson's Field hijackings, sont les détournements de plusieurs avions par des membres du Front populaire de libération de la Palestine (FPLP) le 6 septembre 1970 vers Dawson's Field, une ancienne piste de la Royal Air Force située dans le désert jordanien près de Zarka. À la fin de l'incident, un des pirates a été tué, et un blessé fut rapporté.

## Déroulement

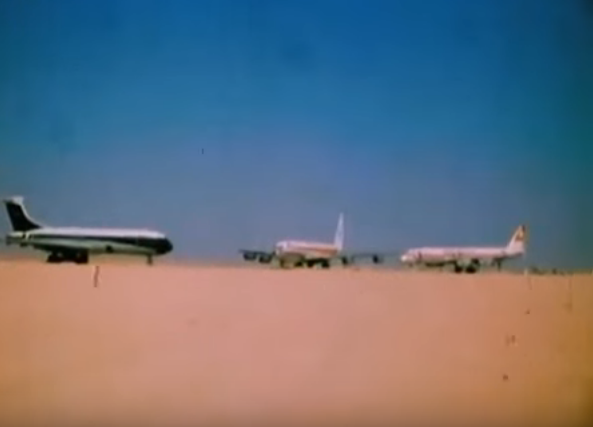
Les trois avions détournés au sol au Dawson's Field le 6 septembre 1970.

Le vol TWA 741 au départ de l'aéroport de Francfort-Rhein/Main (un Boeing 707) et le vol Swissair 100 au départ de l'aéroport international de Zurich (un Douglas DC-8) sont détournés les premiers. Ils atterrissent sur Dawson's Field, près de Zarka,.
Le vol El Al 219 au départ de l'aéroport d'Amsterdam-Schiphol (un autre Boeing  707) est déjoué : le pirate Patrick Argüello est tué et sa partenaire Leïla Khaled est arrêtée et remise aux autorités britanniques à Londres. Deux pirates de l'air qui ne peuvent monter à bord du vol El Al, détournent à la place le vol Pan Am 93 (un Boeing 747), déroutant l'avion vers Beyrouth puis Le Caire plutôt qu'au Dawson's Field.
Un cinquième avion, le vol BOAC 775 (un Vickers VC10) venant du Bahreïn, est détourné le 9 septembre 1970 par un sympathisant du FPLP et forcé a atterrir au Dawson's Field pour faire pression sur les Britanniques afin de libérer Leïla Khaled.
La majorité des 310 otages furent transférés vers Amman et libérés le 11 septembre. À l'inverse, les membres de l'équipage et les 56 passagers juifs furent maintenus en détention. Six otages furent eux aussi gardés par le FPLP car ils étaient des hommes et des citoyens américains, mais pas nécessairement de confession juive. Ces six hommes était le Dr Robert Norman Schwartz, un chercheur du département de la Défense américain basé à Bangkok ; James Lee Woords, l'assistant du Dr Schwartz ; Geral Berkowitz, un juif américain professeur de chimie ; le rabbin Abraham Harrari-Raful et son frère, le rabbin Joseph Harrari-Raful, professeurs à Brooklyn ; et John Hollingsworth, un employé du département d’État américain. Le Dr Schwartz était catholique,,. Le 12 septembre, avant qu'ils annoncent la date limite, le FPLP utilisa des explosifs pour détruire les avions vides, anticipant une contre-attaque.
Le roi Hussein de Jordanie déclare la loi martiale dans le pays le 16 septembre et, du 17 au 27 septembre, ses forces se déploient dans les zones contrôlées par les Palestiniens, un événement connu sous le nom de « Septembre noir » en Jordanie.
Une rapide victoire jordanienne, cependant, a permis un accord le 30 septembre dans lequel les otages restants du FPLP ont été libérés en échange de Khaled et de six autres membres du FPLP dans des prisons en Royaume-Uni, Suisse et Allemagne de l'Ouest.